# Lianyungang

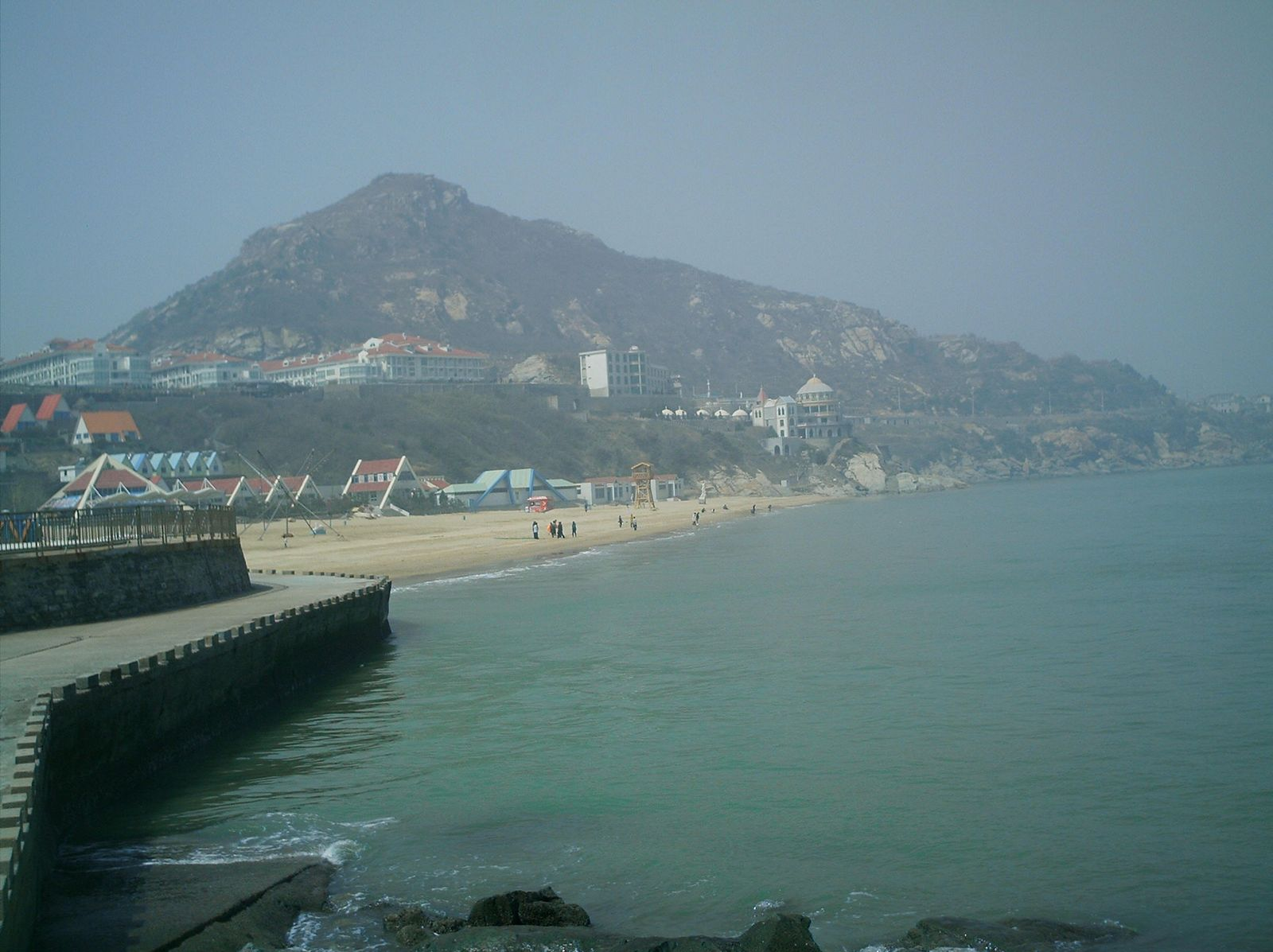
Küste von Lianyungang

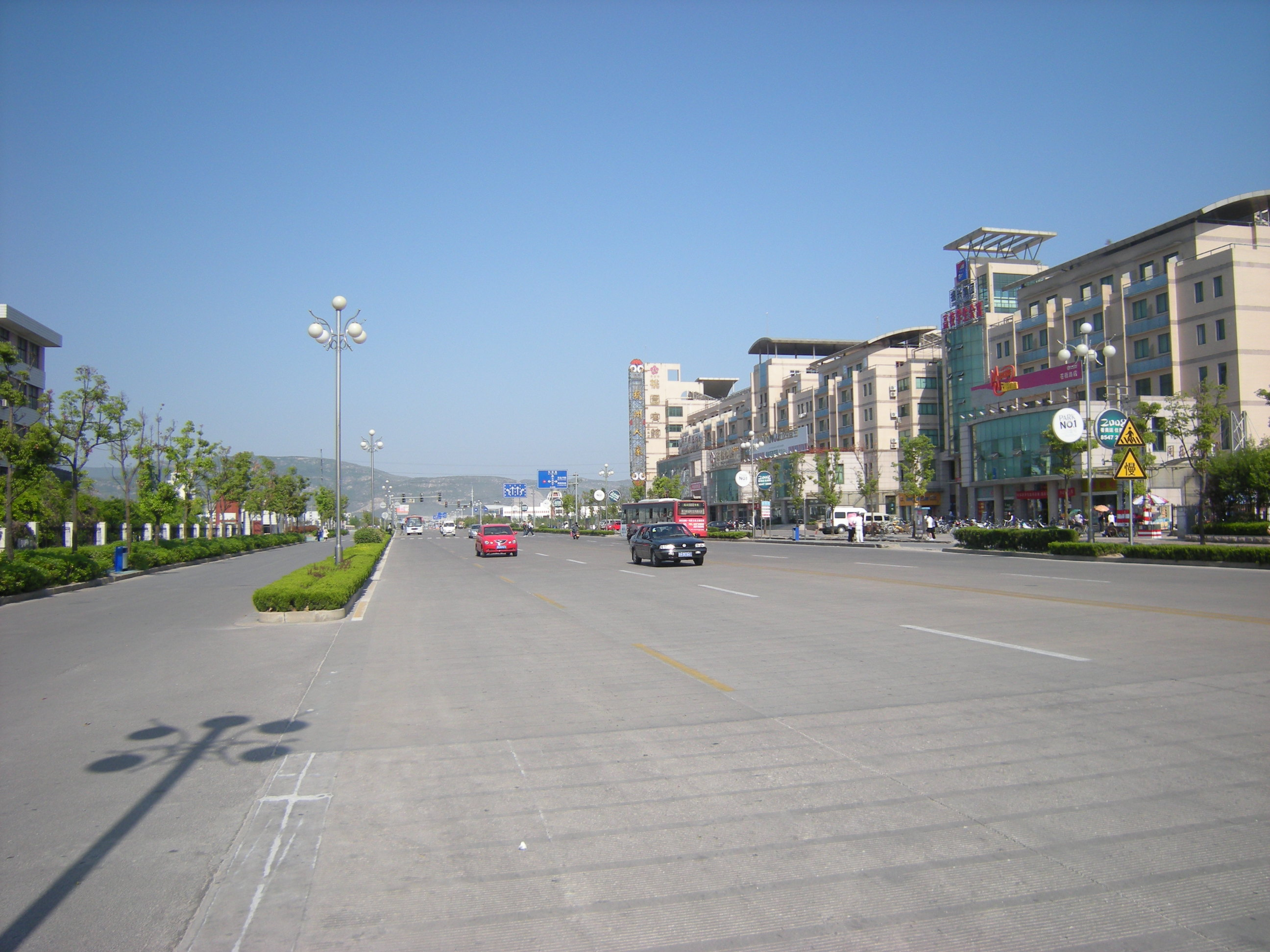
Hauptstraße in Lianyungang

Lianyungang (chinesisch 連雲港市 / 连云港市, Pinyin Liányúngǎng shì) ist eine bezirksfreie Stadt im Nordosten der chinesischen Provinz Jiangsu. Sie liegt am Gelben Meer. Das Verwaltungsgebiet von Lianyungang hat eine Fläche von 7.626 km² und 4.599.360 Einwohner (Stand: Zensus 2020). Formell gehören auch 7516 km² Meeresfläche mit zum Verwaltungsgebiet der Stadt.
In dem eigentlichen städtischen Siedlungsgebiet von Lianyungang leben 1.071.019 Menschen (Stand 2020). Der Name leitet sich von der Lian-Insel, der größten Insel in Jiangsu, die vor der Küste liegt, und dem Yuntai-Berg, dem höchsten Berge in Jiangsu, der nur wenige Kilometer vom Stadtzentrum entfernt ist, ab.
Lianyungang ist eine der ersten 14 chinesischen Küstenstädte, die sich der Außenwelt öffneten, und ein aufstrebendes Zentrum für Industrie, Außenhandel und Tourismus in Ostchina. Sie ist der östliche Endpunkt der Neuen Eurasischen Landbrücke und des geplanten Nördlichen Ost-West-Güterverkehrskorridors.

## Lage
Lianyungang liegt im Nordosten der Provinz Jiangsu an der Küste des Gelben Meeres. Im Norden und Nordwesten grenzt das Stadtgebiet an die Städte Rizhao und  Linyi in der Provinz Shandong, im Westen und Südwesten an die Städte Xuzhou und Suqian, sowie im Süden und Südosten an die Städte Huai’an und Yancheng (alle in der Provinz Jiangsu).  Die maximale Ost-West-Ausdehnung beträgt etwa 129 Kilometer, und die maximale Nord-Süd-Ausdehnung etwa 132 Kilometer. Lianyungang nimmt eine Landfläche von 7.615 km² ein. Außerdem gehören formal 7.516 km² Meeresfläche zum Verwaltungsgebiet der Stadt. Die bebaute Fläche des Stadtgebiets beläuft sich auf 182 km². Physiogeographisch können vier Landschaftsformen unterschieden werden: ein 1.730 km² umfassendes Hügelland im Westen mit einer durchschnittlichen Höhe von 100 bis 200 Metern über dem Meeresspiegel, die etwa 5.409 km² umfassende zentrale Ebene mit einer Höhe von drei bis fünf Metern über dem Meeresspiegel, das 200 km² bedeckende Yuntai-Gebirge (Yuntaishan), ein Teil des Yimeng-Gebirges (Yimengshan), dessen Hauptgipfel, der Yunu-Gipfel (玉女峰,  Yùnǚ fēng, ) mit 624,4 Metern die höchste Erhebung in der Provinz Jiangsu ist, und die östliche Küstenregion. Die Küstenlänge beträgt 204,82 Kilometer. Der Küste vorgelagert sind etwa 33 kleinere Inseln.

## Administrative Gliederung
Auf Kreisebene setzt sich Lianyungang aus drei Stadtbezirken und drei Kreisen zusammen (Einwohnerzahl nach der Volkszählung 2020):
| Stadtbezirk/Kreis            | Fläche [km²] | Einwohner | Bemerkung                               |
| ---------------------------- | ------------ | --------- | --------------------------------------- |
| Stadtbezirk Haizhou (海州区) | 418          | 918.005   | Zentrum, Sitz der Stadtregierung        |
| Stadtbezirk Ganyu (赣榆区)   | 1.408        | 1.003.844 |                                         |
| Stadtbezirk Lianyun (连云区) | 506          | 292.762   |                                         |
| Kreis Guanyun (灌云县)       | 1.834        | 725.047   | Hauptort: Großgemeinde Yishan (伊山镇)  |
| Kreis Donghai (东海县)       | 2.251        | 1.047.357 | Hauptort: Großgemeinde Niushan (牛山镇) |
| Kreis Guannan (灌南县)       | 1.029        | 612.345   | Hauptort: Großgemeinde Xin’an (新安镇)  |

## Wirtschaft
Lianyungangs Wirtschaft ist auf die Verarbeitung der größeren Phosphatvorkommen und Erzlagerstätten in der Nähe der Stadt ausgerichtet. Sie gehörte zu den ersten 14 Städten, die ihren Hafen für den Welthandel öffneten. Dies sorgte für ein enormes Wirtschaftswachstum und zog auch zahlreiche Touristen an.
30 km östlich von Lianyungang ist das Kernkraftwerk Tianwan. Sechs Kernreaktoren sind in Betrieb, zwei (Stand 2025) in Bau. Die Nuklearkatastrophe von Fukushima (März 2011) machte der Bevölkerung bewusst, dass Kernkraftwerke direkt an der Küste von Tsunamis bedroht sind.

## Verkehr
Während der Tang-Dynastie galt Lianyungang als Ausgangspunkt einer Handelslinie, die China mit anderen Ländern in Südostasien verband. 
Die Stadt ist der östliche Endpunkt der Bahnstrecke Lianyungang–Lanzhou und sie liegt an der am 26. Dezember 2018 eröffneten Bahnstrecke Qingdao–Yancheng.
Der Hafen Lianyungang ist ein bedeutender Containerhafen.

## Städtepartnerschaften
- Sakai, Japan, seit 1983
- Greater Geelong City, Australien, seit 1991
- Mokpo, Südkorea, seit 1992
- Napier, Neuseeland, seit 1994
- Wolschski, Russland, seit 1997
- Saga, Japan, seit 1998

## Persönlichkeiten
- Xu Qin (* 1961), Politiker
- Yang Li (* 1991), Fußballspielerin
- Gong Xiangyu (* 1997), Volleyballspielerin
- He Bingjiao (* 1997), Badmintonspielerin